# Paolo Malco
Paolo Malco (La Spezia, 10 aprile 1947) è un attore italiano.

## Biografia
È noto per aver interpretato alcuni film italiani divenuti dei cult movie, quali Quella villa accanto al cimitero e Lo squartatore di New York, diretti da Lucio Fulci, e Fuga dal Bronx, diretto da Enzo G. Castellari.
Nelle stagioni teatrali 1978-1979 e 1979-1980 ha interpretato Cristiano nella commedia musicale Cyrano, scritto da Riccardo Pazzaglia e Domenico Modugno, per la regia di Daniele D'Anza.
Dal 1998 al 2006 è  stato  coprotagonista nel cast della fiction Incantesimo. Dal 2008 al 2010 è stato l'interprete di Francesco Riva nella soap opera di Canale 5 CentoVetrine.

## Filmografia

### Cinema
- Number One, regia di Gianni Buffardi (1973)
- Noa Noa, regia di Ugo Liberatore (1974)
- Le scomunicate di San Valentino, regia di Sergio Grieco (1974)
- Lucrezia giovane, regia di Luciano Ercoli (1974)
- Dove volano i corvi d'argento, regia di Piero Livi (1977)
- Il gatto dagli occhi di giada, regia di Antonio Bido (1977)
- Io ho paura, regia di Damiano Damiani (1977)
- Dolly il sesso biondo, regia di Luigi Russo (1979)
- Masoch, regia di Franco Brogi Taviani (1980)
- Le ali della colomba, regia di Gianluigi Calderone (1981)
- Quella villa accanto al cimitero, regia di Lucio Fulci (1981)
- Assassinio al cimitero etrusco, regia di Sergio Martino (1982)
- Lo squartatore di New York, regia di Lucio Fulci (1982)
- Fuga dal Bronx, regia di Enzo G. Castellari (1983)
- Thunder, regia di Fabrizio De Angelis (1983)
- Tuareg - Il guerriero del deserto, regia di Enzo G. Castellari (1984)
- Assisi Underground, regia di Alexander Ramati (1985)
- Morirai a mezzanotte, regia di Lamberto Bava (1986)
- Giallo alla regola, regia di Stefano Roncoroni (1988)
- Tre colonne in cronaca, regia di Carlo Vanzina (1990)

### Televisione
- La traccia verde, regia di Silvio Maestranzi (1975)
- Il ritorno di Simon Templar (Return of the Saint) – serie TV, episodio 1x22 (1979)
- I racconti del maresciallo – episodio La fine di Flok, regia di Giovanni Soldati (1984)
- Portami la luna, regia di Carlo Cotti (1986)
- Brivido giallo – episodio La casa dell'orco, regia di Lamberto Bava (1986)
- Delitti privati, regia di Sergio Martino (1993)
- L'avvocato delle donne – episodio Adriana, regia di Andrea Frazzi e Antonio Frazzi (1996)
- Incantesimo – soap opera (1997-2005)
- Il mastino - episodio Tradimenti, regia di Francesco Laudadio e Ugo Fabrizio Giordani (1998)
- Don Matteo - episodio Il ricatto, regia di Enrico Oldoini (2000)
- Turbo, regia di Antonio Bonifacio (2000)
- La casa dell'angelo, regia di Giuliana Gamba – film TV (2002)
- Chiaroscuro, regia di Tomaso Sherman (2003)
- Claras Schatz, regia di Hans-Erich Viet (2003)
- Giorni da Leone 2, regia di Francesco Barilli (2006)
- Barbara Wood: Sturmjahre, regia di Marco Serafini (2007)
- Ma chi l'avrebbe mai detto..., regia di Giuliana Gamba e Alessio Inturri (2007)
- A Room with a View, regia di Nicholas Renton (2007)
- CentoVetrine, di registi vari (2008-2010)
- Solo per amore, regia di Raffaele Mertes e Daniele Falleri – serie TV (2015)
- Sacrificio d'amore – serie TV (2017-2018)

## Teatro
- Cyrano, regia di Daniele D'Anza (1978-1980)
- Cassio governa a Cipro, regia di Gianni Serra (Biennale teatro Luca Ronconi) (1984)